# MTR Corporation
MTR Corporation Ltd. est une entreprise hongkongaise, établie en 1975 afin de gérer le réseau du métro de Hong Kong. Détenue aujourd'hui à 77 % par le gouvernement de Hong Kong (après une ouverture du capital en 2000), MTR se développe également à l'étranger sur les marchés d'exploitation et de maintenance de réseaux de transport urbain et interurbain.

## Historique
L'entreprise MTR Corporation Ltd est créée en 1975 pour la gestion du métro de Hong Kong.
Au Royaume-Uni elle gère le London Overground (dans le cadre d'un groupement avec Deutsche Bahn Arriva, entre 2007 et novembre 2016). 

## Activités
Australie : Metro Trains Melbourne, trains régionaux de l'agglomération de Melbourne (depuis 2009) ; Metro North West Line (en) (depuis 2019) pour une durée de 15 ans dans le cadre d'un groupement formé par MTR Corporation, John Holland Group et UGL Rail ; Chine : Métro de Hong Kong (depuis 1979), les lignes 4, 14 et Daxing du métro de Pékin (depuis 2009, 2013 et 2010 respectivement), la ligne 4 du métro de Shenzhen (depuis 2004) et la ligne 1 du métro de Hangzhou (depuis 2012) ; Macao Métro léger de Macao (depuis 2019) ;
Royaume-Uni : TfL Rail (pré-exploitation Crossrail depuis 2015) ;
Suède Métro de Stockholm (depuis 2009); « MTR Express », service de chemin de fer dérégulé entre Stockholm et Göteborg (lancé en mars 2015); Trains de banlieue de Stockholm (« Stockholm Pendeltåg », depuis décembre 2016),.